# Pueblo Ledesma
Pueblo Ledesma – dzielnica argentyńskiego miasta Libertador General San Martín, leżącego w prowincji Jujuy. Dzielnica liczy około 3.5 tys. mieszkańców.
Miasto jest siedzibą klubu piłkarskiego Atlético Ledesma.